# مقطورة (مركبة)

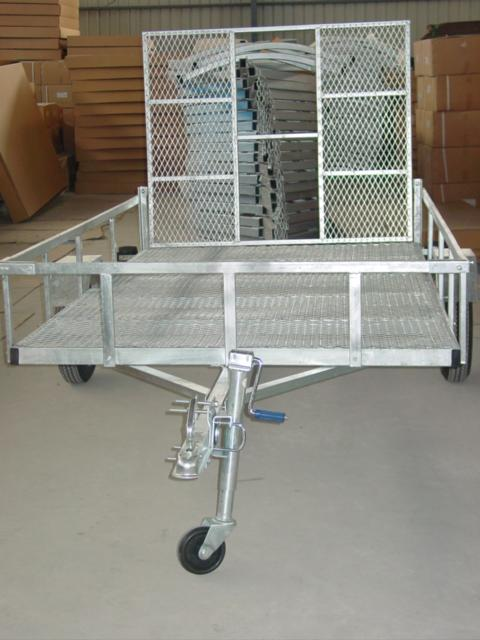
مقطورة

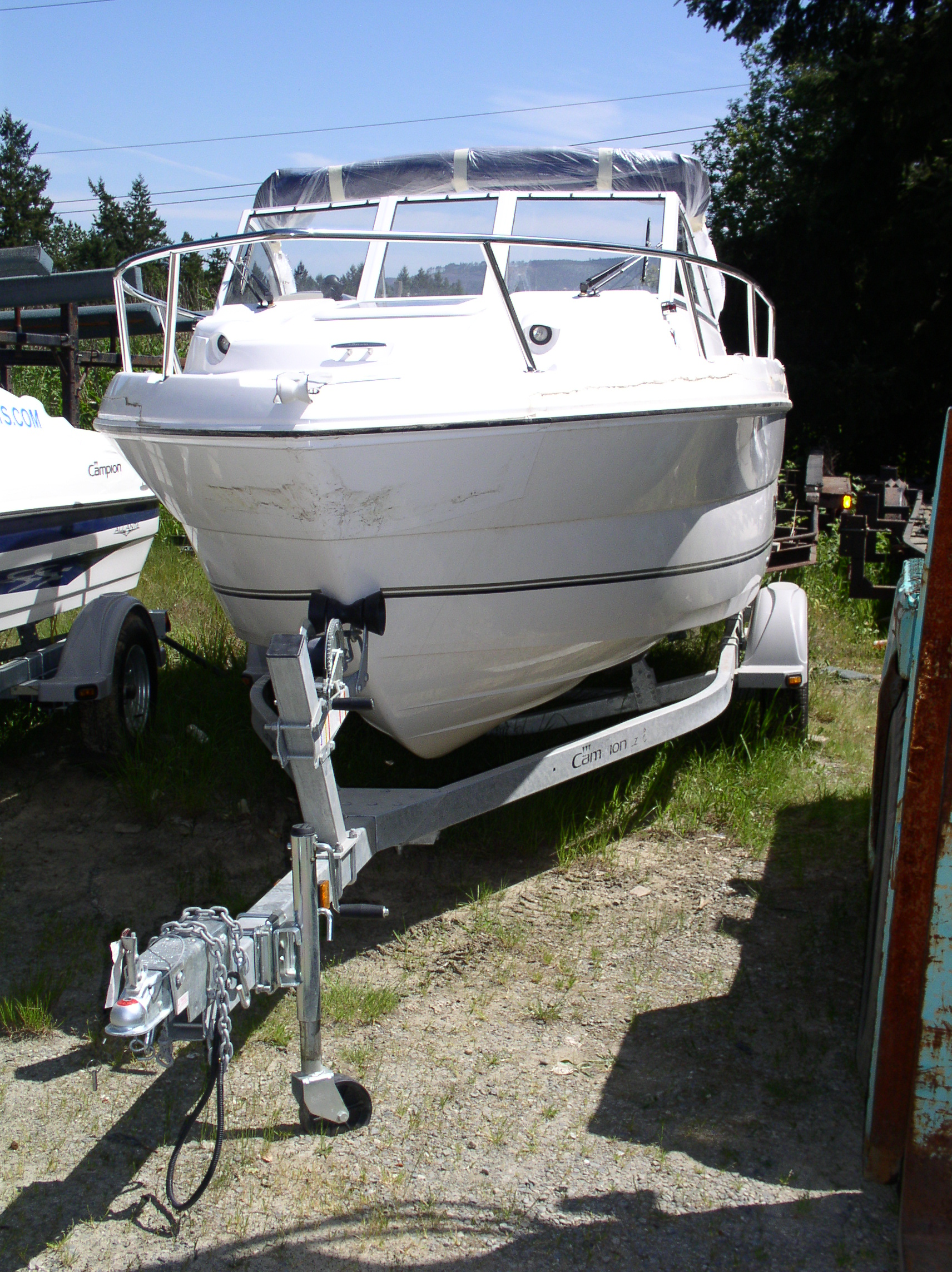
مقطورة قارب

المقطورة هي مركبة غير مزودة بالطاقة تسحبها مركبة تعمل بالطاقة. تُستخدم عادًة لنقل البضائع والمواد.
في بعض الأحيان، يُشار إلى المركبات الترفيهية أو مقطورات السفر أو المنازل المتنقلة ذات المرافق المعيشية المحدودة حيث يمكن للأشخاص التخيم فيها أو الإقامة على أنها مقطورات. في ما مضى، كانت العديد من هذه المركبات عبارة عن مقطورات قابلة للجر.